# Manoir de la Chesnaye-Taniot
Le manoir de la Chesnaye-Taniot est situé à Matignon en France.

## Localisation
Le manoir est situé sur la commune de Matignon, il occupe une position isolée à 700 m au nord-nord-ouest du bourg,  dans le département des Côtes-d'Armor, dans la région Bretagne.

## Description
Le manoir comprend un grand corps de logis de style classique et des dépendances édifiés en granite et schiste. Le corps de logis, de type malouinière, comprend un corps de bâtiment principal divisé par deux murs de refend montant de fond en comble et portant souche de cheminée. La façade antérieure, qui est ornée d'une corniche, est rythmée par cinq travées de baies régulières. Il est couvert d'un toit à croupe. Deux corps de bâtiment coiffés d'un toit à croupe sont greffés sur la façade postérieure. Le corps de bâtiment de droite, dont l'élévation principale est rythmée par trois travées de baies jumelées et dont l'axe du toit est placé au droit de la souche de cheminée.

## Historique
Le manoir est construit entre 1683 et 1689 pour Louis de Tréméreuc, conseiller au parlement de Bretagne. Il fut acquis en 1719 par François de la Moussaye.
Il est inscrit partiellement au titre des monuments historiques par arrêté du 11 juin 1964.

## Protection
Éléments protégés : les façades et toitures ; l'escalier central ; la grande salle du premier étage avec ses boiseries .

## Galerie

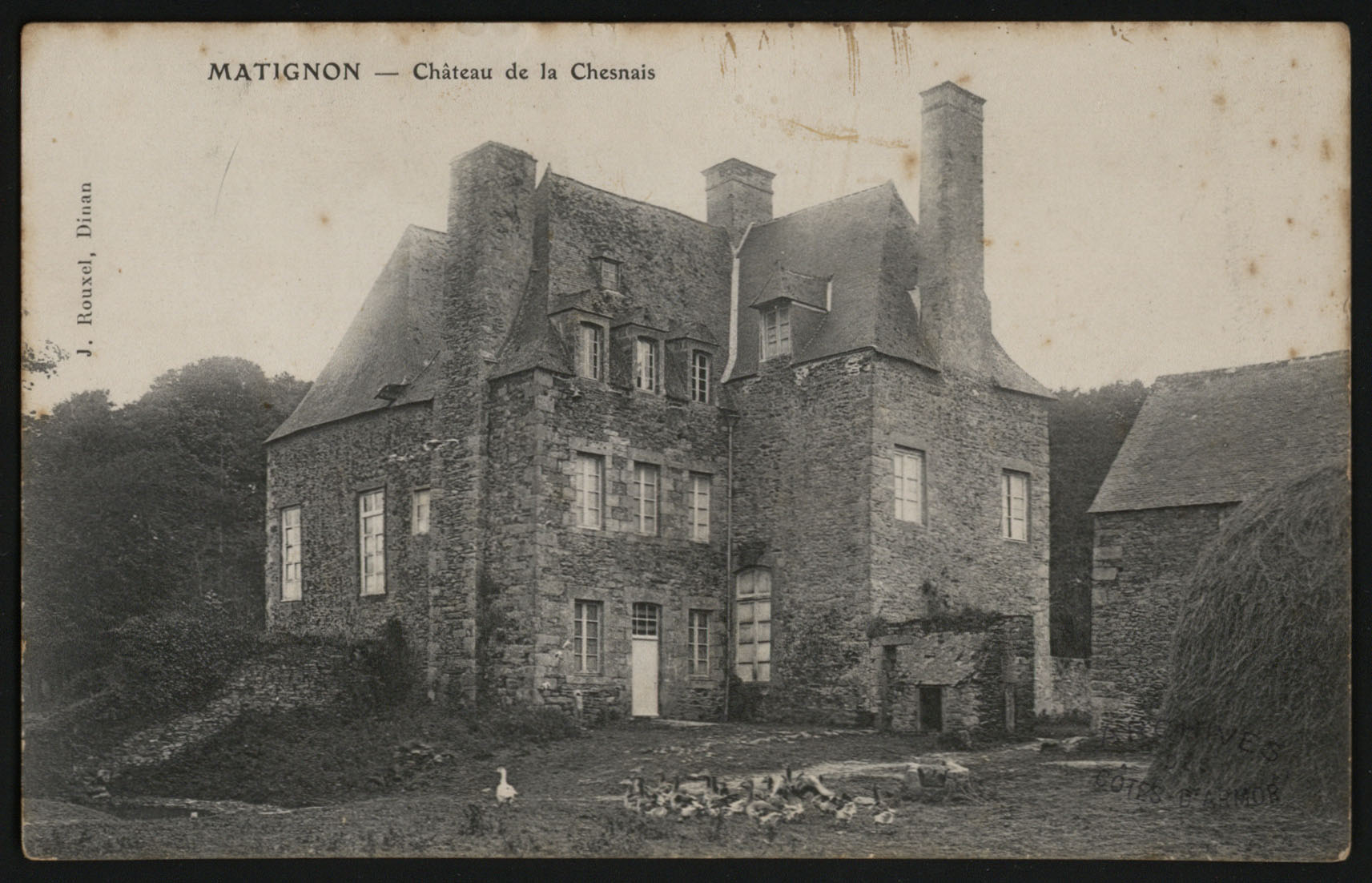
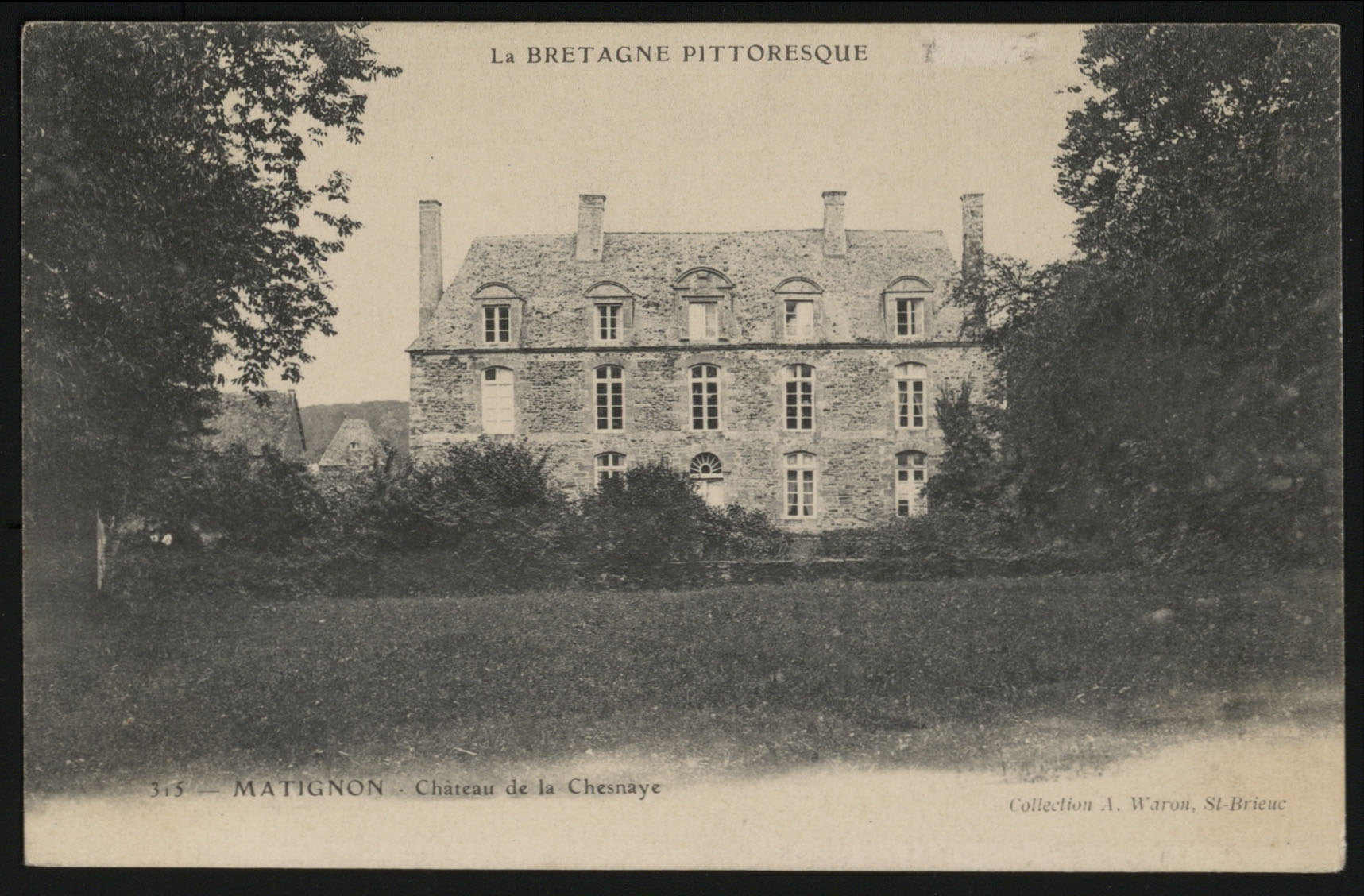